# Головин, Семён Васильевич
Семён Васи́льевич Голови́н (? — 10 января 1634 года) — русский военный и государственный деятель, воевода, окольничий (1610) и боярин (1622).

## Биография
Старший из двух сыновей боярина Василия Петровича Головина от брака с У. Б. Сабуровой.
В 1609 году — воевода в Орешке, выгнан оттуда Михаилом Глебовичем Салтыковым, поддерживавшим Лжедмитрия II, а затем польского короля Сигизмунда III.
Согласно Пискарёвскому летописцу, в 1609 году царь Василий Шуйский через своего племянника — боярина Михаила Скопина-Шуйского, воеводы Новгорода, Головина, который был братом жены Скопина-Шуйского — Анастасии, в Швецию к Карлу IX, «чтоб ему дал немец на помочь, а за то он даст королю Корелу и немцам наём. И король немецких воеводу Якова Пунтусова да Анцы Мука со многими немецкими [шведскими] людми в Новгород Великий прислал». Согласно договору, подписанному Головиным в Стокгольме, «Швеция обязывалась доставить московскому государству на первый раз пять тысяч войска за плату 32000 рублей, да кроме того, московское государство должно было дать Швеции 5000 рублей не в зачёт. Сверх того, шведы обещали прибавить ещё вспомогательного войска безденежно, с условием, чтобы и московский государь отпускал безденежно своё войско в Швецию в случае нужды. За это московское государство уступало Швеции Корелу со всем её уездом. По силе этого договора, весною 1609 года, прибыло в Новгород 5000 шведова, а за ними должно было прийти ещё 10000 разноплеменных охочих людей, но число пришедших, на самом деле, оказалось не полным».
В том же году Головин упоминается в царской грамоте (28 июня) ярославским воеводам: «…да июня в 25-й день писали к нам из Торжка стольник наш и воевода Семён Головин да Иванис Адодуров: послан- де был в Торжок, от боярина нашего от князя Михайла Васильевича Шуйского, воевода Корнило Чеглоков с русскими людьми, и пришед-де к Торжку из воровских полков полковник Зборовский да князь Григорий Шаховской и Торжок осадили, и их-де Семёна и Иваниса с русскими и с немецкими людми боярин наш князь Михайло Васильевич Шуйский послал к Торжку наперёд себя, с новгородской дороги, с Крестецкого яму, и они-де пришли под Торжок июня в 17-й день и того же дни под Торжком с Зборовским и с Шаховским бились; и Божией милостью, и Пречистые Богородицы помощью, и всех Святых молитвами, Семен и Иванис с русскими и с немецкими людьми Зборовского и Шаховского и литовских многих людей побили, и языки многие, и набаты, и знамёна, и коши поимали, и от Торжка Зборовский и Шаховской побежали врознь; а Семён и Иванис со всеми русскими и с немецкими людьми хотели идти во Тверь, а боярин-де наш князь Михайло Васильевич с русскими и с немецкими с большими людми, со всею ратью, будет под Торжок июня в 24-й день».
Согласно «Повести достоверной о победах Московского государства», в июле-августе «боярин и воевода князь Михайло Василевич послал под Переславль Семёна Василевича Головина с рускими и с немецкими неболшими людми. И государевы люди, пришед под Переславль, и с помощию Божиею, град взяли и литовских людей побиша». В 1613 году «в судовой рати против Зарутцково указал государь [Михаил Фёдорович] итти к Астарахани боярину и воеводам князю Ивану Никитичю Меньшому Одоевскому, да окольничему Семёну Васильевичю Головину, да дьяку Василью Юдину».
В 1614 году — воевода в Ярославле. В 1622 году ему было пожаловано боярство.
Сохранился документ, подписанный казанским воеводой боярином Семёном Васильевичем Головиным и датированный 19 июня 1626 (7134) года.
Умер 10 января 1634 года. Был похоронен в Симоновом монастыре. От брака с Ульяной, дочерью Фёдора Ивановича Шереметева, детей не оставил.